# 奧斯特公爵圖書館
奧斯特公爵圖書館（德語：Herzog August Bibliothek）位於德國下薩克森的沃爾芬比特爾。1572年，當時的統治者布倫瑞克·呂訥堡公爵將居所的一部分改建為圖書室，成為了奧斯特公爵圖書館的雛型。1635年，奧斯特公爵即位成為公爵，但礙於三十年戰爭，令公爵無法返回住處，因此將大量的藏書捐給圖書館，圖書館亦因此以公爵的名字名命。1887年，正式的奧斯特公爵圖書館建築物落成，1960年代進行大規模改建，成為了今日所見的外貌。館內的典藏品眾多，單是1850年前的藏品已經超過40萬件。